# Efêmera (álbum)
Efêmera é o álbum de estreia da cantora e compositora brasileira Tulipa Ruiz, lançado em 19 de junho de 2010 pela YB Music. O álbum possui produção de Gustavo Ruiz, irmão da cantora. A arte do álbum é ilustrada com desenhos feitos por vários artistas ligados de alguma forma a Tulipa Ruiz, as cantoras Ná Ozzetti, Tiê, Karina Buhr e Érika Machado, os cantores Rômulo Fróes e Tatá Aeroplano, entre outros.

## Faixas
| N.º | Título                   | Compositor(es)           | Duração |  |
| 1.  | "Efêmera"                | Gustavo Ruiz Tulipa Ruiz | 3:44    |  |
| 2.  | "Pontual"                | T. Ruiz                  | 2:59    |  |
| 3.  | "Do Amor"                | G. Ruiz T. Ruiz          | 4:31    |  |
| 4.  | "Pedrinho"               | T. Ruiz                  | 4:02    |  |
| 5.  | "A Ordem das Árvores"    | T. Ruiz                  | 3:18    |  |
| 6.  | "Sushi"                  | Luiz Chagas T. Ruiz      | 4:10    |  |
| 7.  | "Brocal Dourado"         | G. Ruiz T. Ruiz          | 3:27    |  |
| 8.  | "Aqui"                   | T. Ruiz                  | 4:23    |  |
| 9.  | "Às Vezes"               | Chagas                   | 4:05    |  |
| 10. | "Da Menina"              | T. Ruiz                  | 3:40    |  |
| 11. | "Só Sei Dançar Com Você" | T. Ruiz                  | 3:41    |  |

## Participação em trilha sonora
- Só Sei Dançar Com Você fez parte da trilha sonora da telenovela Cheias de Charme da TV Globo[5].
- Do Amor fez parte da trilha sonora da telenovela Além do Tempo da TV Globo[6].
- Efêmera fez parte da trilha sonora do jogo eletrônico FIFA 11 da EA Sports